# Manchester et Liverpool
Cet article concerne la chanson de Marie Laforêt. Pour la rivalité sportive entre les deux villes, voir Rivalité entre Liverpool FC et Manchester United.
Manchester et Liverpool est une chanson de la chanteuse française Marie Laforêt. Elle est sortie en 1966 sur le 45 tours Vol. : XII, accompagnée des chansons Pourquoi ces nuages, Prenons le temps et Sur les chemins des Andes.
La musique a été composée par André Popp et est interprétée par l'orchestre de Franck Pourcel. Les paroles ont été écrites par le parolier et chanteur français Eddy Marnay.
Elle est très célèbre dans le monde russe car elle a servi de thème musical du bulletin météo au temps de l'URSS.

## Classements hebdomadaires
| Classement    | Meilleure position |
| ------------- | ------------------ |
| France (IFOP) | 15                 |

## Reprises et adaptations
La chanson a été populaire en Union soviétique. Sa mélodie a été, de 1968 à 1981, l'indicatif musical du bulletin météo de l'émission Vremia (journal du soir de la télévision d'État soviétique). La chanson a également été adaptée en russe par le poète et écrivain Robert Rojdestvenski, et interprétée par Lev Lechtchenko et Muslim Magomayev.
Une version espagnole a également été écrite pour la chanteuse Jeanette. Les textes sont de Julio César, et la chanson figure, sous le titre Manchester y Liverpool, sur son troisième album studio Todo es nuevo sorti en 1977.